# Мортельяно
Мортельяно (італ. Mortegliano) — муніципалітет в Італії, у регіоні Фріулі-Венеція-Джулія,  провінція Удіне.

## Географія
Мортельяно розташоване на відстані близько 460 км на північ від Рима, 65 км на північний захід від Трієста, 14 км на південь від Удіне.

### Клімат
Громада знаходиться у зоні, котра характеризується морським кліматом. Найтепліший місяць — липень із середньою температурою 21.7 °C (71 °F). Найхолодніший місяць — січень, із середньою температурою 2.8 °С (37 °F).
| Клімат Мортельяно       | Клімат Мортельяно | Клімат Мортельяно | Клімат Мортельяно | Клімат Мортельяно | Клімат Мортельяно | Клімат Мортельяно | Клімат Мортельяно | Клімат Мортельяно | Клімат Мортельяно | Клімат Мортельяно | Клімат Мортельяно | Клімат Мортельяно | Клімат Мортельяно |
| Показник                | Січ.              | Лют.              | Бер.              | Квіт.             | Трав.             | Черв.             | Лип.              | Серп.             | Вер.              | Жовт.             | Лист.             | Груд.             | Рік               |
| Середній максимум, °C   | 7                 | 9                 | 12                | 17                | 22                | 25                | 28                | 27                | 23                | 18                | 12                | 8                 | 17                |
| Середня температура, °C | 3                 | 4                 | 7                 | 12                | 17                | 20                | 22                | 22                | 18                | 13                | 8                 | 4                 | 12                |
| Середній мінімум, °C    | 0                 | 0                 | 3                 | 7                 | 11                | 15                | 17                | 16                | 13                | 9                 | 4                 | 0                 | 7                 |
| Норма опадів, мм        | 90                | 74                | 89                | 117               | 132               | 160               | 130               | 121               | 154               | 160               | 137               | 102               | 1464              |
| ----------------------- | ----------------- | ----------------- | ----------------- | ----------------- | ----------------- | ----------------- | ----------------- | ----------------- | ----------------- | ----------------- | ----------------- | ----------------- | ----------------- |
| Джерело: Weatherbase    |                   |                   |                   |                   |                   |                   |                   |                   |                   |                   |                   |                   |                   |

## Населення
Населення — 5024 особи (2014).
Щорічний фестиваль відбувається 25 січня.

### Демографія
Населення за роками:

Станом на 1 січня 2023 року в муніципалітеті офіційно проживало 338 іноземців з 45 країн, серед них 145 громадян країн Євросоюзу та 28 громадян України.

### Уродженці
- Едзіо Паскутті (*1937) — відомий у минулому італійський футболіст, фланговий півзахисник, згодом — футбольний тренер.

## Сусідні муніципалітети
- Бічинікко
- Кастьонс-ді-Страда
- Лестіцца
- Павія-ді-Удіне
- Поццуоло-дель-Фріулі
- Тальмассонс